# Guairaçá
Guairaçá é um município brasileiro do estado do Paraná. Sua população, conforme estimativas do IBGE de 2018, era de 6 553 habitantes.